# Tre gocce di sangue sulla neve
Tre gocce di sangue sulla neve (A Hero of the Big Snows) è un film muto del 1926 diretto da Herman C. Raymaker e che ha come protagonista il famoso cane Rin Tin Tin. Una copia del film si trova conservata in un archivio francese.

## Trama
Depresso per l'asprezza della vita che conduce tra i cacciatori di pelli nel gelido Nord, Ed Nolan un giorno interviene per difendere un cane dai maltrattamenti che gli infligge Black Beasley, un trapper. I due uomini vengono alle mani e Rinty, il cane, attacca il cacciatore. Tra Rinty e Nolan si instaura un rapporto di amicizia e il cane segue il suo nuovo amico. Ma, giunto alla casa di Ed, rifiuta di entrare in quella capanna sporca e trascurata. Ed è innamorato di Mary Mallory, una ragazza del luogo, ma non è riuscito a conquistarla. Quando però le presenta Rinty, la giovane - prendendosi cura anche lei del cane - comincia a sciogliersi e tra lei e Ned si instaura un nuovo rapporto che li unisce e che fa uscire l'uomo dalla sua depressione. Rinty si prende cura di Mary e della sua sorellina. Un giorno, nel bosco, un lupo nero attacca la bambina che però è difesa da Rinty. Trovando la piccola tutta terrorizzata, Mary crede che l'aggressore sia il cane e Nolan prende la decisione di ucciderlo. Mentre cerca di portare la bambina dal medico attraversando il bosco durante un temporale, la slitta di Mary si ribalta contro un albero caduto. Sarà il fedele Rinty a salvarla andando ad avvisare Ed che arriva in soccorso delle due sorelle.

## Produzione
Il film fu prodotto dalla Warner Bros.

## Distribuzione
Il copyright del film, richiesto dalla Warner Bros. Pictures, Inc., fu registrato il 10 luglio 1926 con il numero LP22902.
Distribuito dalla Warner Bros., il film uscì nelle sale statunitensi il 24 luglio 1926. Nel 1927, venne distribuito nel Regno Unito (14 marzo, dalla Gaumont British Distributors) e in Portogallo (24 ottobre, con il titolo Rin-Tin-Tin o Bom Amigo). In Francia fu ribattezzato Rin-Tin-Tin en détresse, in Brasile O Herói das Grandes Neves.
Copia della pellicola viene conservata negli Archives du Film du CNC a Bois d'Arcy.

### Censura
In Italia, con il titolo Tre gocce di sangue sulla neve, il film uscì nel 1928 con il visto di censura 23948 rilasciato con riserva: nella didascalia che originariamente recitava "Rintintin riparò alla meglio il suo nido d'amore nella foresta e si unì legalmente a Nanette, anche per non pagare la tassa sui celibi" venne tolta la parte finale che dice "anche per non pagare la tassa sui celibi".